# Emory H. Price
Emory Hilliard Price, född 3 december 1899 i Putnam County i Florida, död 11 februari 1976 i Jacksonville i Florida, var en amerikansk demokratisk politiker. Han var ledamot av USA:s representanthus 1943–1949.
Price avlade år 1936 juristexamen vid Jacksonville Law College och inledde sedan sin karriär som advokat i Jacksonville. År 1943 efterträdde han Robert A. Green som kongressledamot och efterträddes 1949 av Charles Edward Bennett.
Price avled 1976 och gravsattes på Greenlawn Cemetery i Jacksonville.